# You People
You People (bra: Certas Pessoas; prt: Esta Gente) é filme de comédia romântica estadunidense de 2023, dirigido por Kenya Barris, que também escreveu o roteiro com Jonah Hill. O filme apresenta um elenco composto por Hill, Lauren London, David Duchovny, Nia Long, Julia Louis-Dreyfus e Eddie Murphy.
O filme narra a história de um casal inter-racial e em como suas famílias lidam com o amor moderno em meio a choques culturais, expectativas sociais e diferenças geracionais. A história é baseada no filme Guess Who's Coming to Dinner, de 1967.
You People foi lançado em cinemas selecionados em 20 de janeiro de 2023, antes de seu lançamento via streaming em 27 de janeiro pela Netflix. O filme recebeu críticas mistas dos críticos.

## Enredo
Ezra Cohen é um corretor de imóveis de meia idade que leva uma vida solitária e sonha encontrar um grande amor. Sua vida muda completamente ao conhecer a radiante estilista Amira Mohammed. Os dois possuem uma forte atração mútua um pelo outro, apesar das diferenças, já que Ezra é branco e judeu, e Amira é negra e foi criada como muçulmana. Ele planeja pedi-la em casamento, mas os dois precisam conhecer as famílias um do outro antes. Seu pais possuem culturas totalmente diferentes, o que ameaça essa relação.

## Elenco
- Jonah Hill como Ezra Cohen
- Lauren London como Amira Mohammed
- Eddie Murphy como Akbar Mohammed
- David Duchovny como Arnold Cohen
- Nia Long como Fatima Mohammed
- Julia Louis-Dreyfus como Shelley Cohen
- Sam Jay como Mo
- Travis 'Taco' Bennett como Omar
- Molly Gordon como Liza Cohen
- Deon Cole como Demetrius
- Andrea Savage como Becca
- Elliott Gould como sr. Greenbaum
- Rhea Perlman como Bubby
- Mike Epps como tio EJ Mohammed
- La La Anthony como Shaela
- Yung Miami como Tiffany
- Khadijah Haqq como Renee
- Bryan Greenberg como Issac
- Jordan Firstman como Danny
- Andrew Schulz como primo Avi
- Matt Walsh como Don Wood
- Emily Arlook como Kim Glassman
- Hal Linden como sr. Greenwald
- Winnie Holzman como sra. Greenwald
- Richard Benjamin como dr. Green
- Doug Hall como Chris
- Anthony Anderson como barbeiro
- Nelson Franklin como diretor
- Rob Huebel como produtor
- Kym Whitley como tia Nadine
- Kenya Barris como passageiro do avião

## Lançamento
You People foi lançado em cinemas selecionados em 20 de janeiro de 2023. Foi lançado em 27 de janeiro de 2023, pela Netflix.  Em sua primeira semana, o filme estreou em primeiro lugar na lista dos 10 melhores em inglês da Netflix, sendo transmitido por 55,65 milhões de horas.